# Dempster (métro de Chicago)
Pour les articles homonymes, voir Dempster.
Dempster est une station aérienne de la ligne mauve du métro de Chicago située à Evanston, une ville de la banlieue nord de Chicago.

## Description
Ouverte en 1908 sur la Evanston Branch et reconstruite en 1909, Dempster reste fort similaire à sa structure d’origine, seuls des travaux d’entretiens mineurs y ont été effectués.
Sa fermeture fut proposée en 1991 afin de diminuer les coûts d’exploitation de la Chicago Transit Authority mais il fut finalement décidé, vu l’insistance des résidents proches, de la maintenir et de la rénover complètement en 2005 afin, entre autres, de protéger ses éléments d’origines. 
259 474 passagers y ont transité en 2008.

## Correspondances
Avec les bus de la Chicago Transit Authority :
- #N201 Central/Sherman (Owl Service - Service de nuit)

## Dessertes
| Nord/Ouest            |  |                                    |  | Sud/Est                         |
| --------------------- |  | ---------------------------------- |  | ------------------------------- |
| Davis vers Linden     |  | ligne mauve (heures creuses)       |  | Main vers Howard                |
| Davis vers Linden     |  | ligne mauve (heures de pointe) (d) |  | Main vers Linden via Clark/Lake |
| modifier sur Wikidata |  |                                    |  |                                 |